# 나라오이아
나라오이아(Naraoia)는 나라오이아과에 속하는 멸종한 절지동물의 한 속으로 캄브리아기 초에서 실루리아기 후반까지 살았다. 나라오이아의 주요 특징으로는 커다란 소화계와 측면으로 향한 더듬이가 있다. 평균 몸길이가 약  2-4½cm 내외인 해양동물이었다.

## 어원
나라오이아의 학명은 '나라오'(Narao)라는 단어에서 나왔는데, 브리티시 컬럼비아의 캐나디안 퍼시픽 철도의 헥터(Hector) 위에서 캐더렉트 브룩 캐니언(Cataract Brook canyon)에 있는 작은 호수의 이름이다.

## 특징

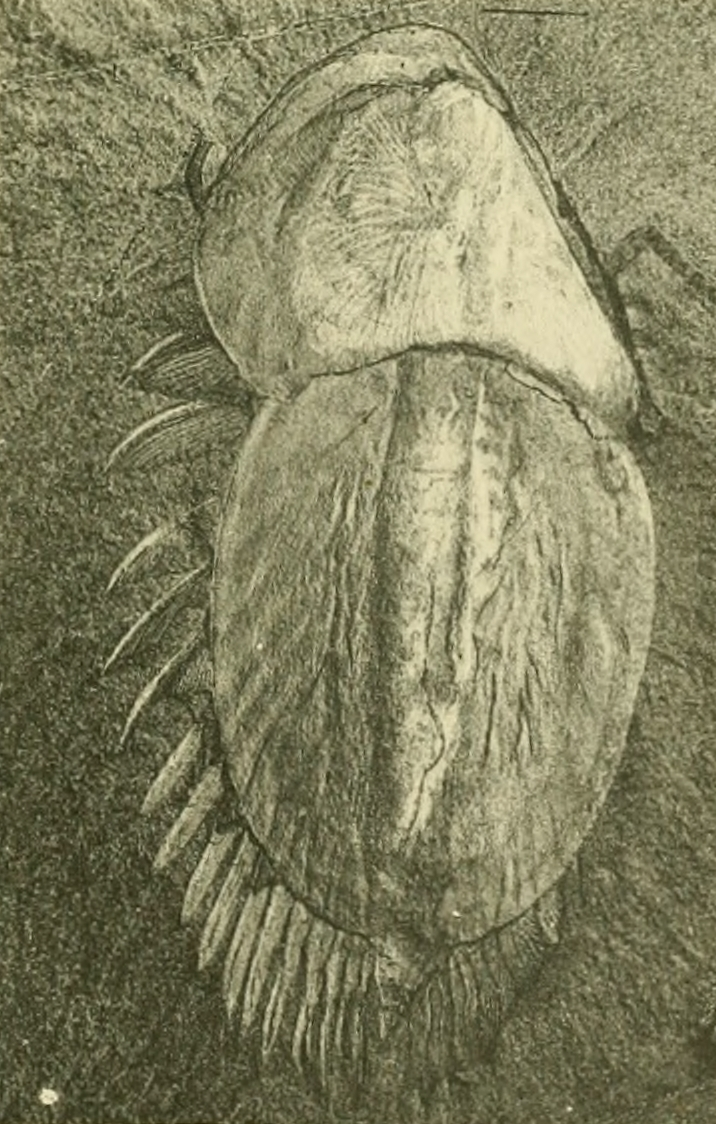
Naraoia compacta. 월컷의 원래 삽화에 재수정을 가한 그림. 왼쪽에 있는 다리를 주목하라.

나라오이아는 등과 배가 넓다. 등 부분은 석회화되지 않은 정축타원형, 또는 약간 둥근 모양의 머리방패 (머리), 그리고 머리보다도 긴 꼬리방패(또는 배끝마디, pigydium)로 이루어져 있으며 머리와 꼬리방패 사이에는 어떤 몸통 마디도 없다. 머리방패와 꼬리방패 사이에 관절면이 협소한 위치를 차지한다. 길다란 마디가 많이 있는 더듬이가 옆으로 뻗어있다. 눈은 없다. 전체 넓이 중 14~16%를 차지할 정도로 내장은 비교적 큰 직경을 가지고 있다. 커다란 소화맹낭(또는 맹관) 4쌍이 옆에 달려있다. 머리에는 가지가 있는 게실이 머리 대부분을 차지하고 있다. 나라오이아는 삼엽충처럼 공통된 맡마디에서 갈라져 나온 다리들을 가지고 있다. 몸통 앞부분에는 그 끝에 적어도 크기가 큰 노 모양의 외지(exopod)와 납작한 짧은 가지(센털)가 다리 한쪽 면에 달리는 내지(endopod, N. compacta에서만 발견됨)는 마디 6개로 이루어져 있다.

## 생태
나라오이아의 내장에서 나타난 퇴적물은 마치 지렁이처럼 많은 양의 흙을 먹는 여과섭식자였을지도 모르는 가능성을 제시한다. 거대한 먹이 보유 능력이 있는 아주 크고 복잡한 소화계와 내장은 나라오이아 스피노사의 먹이 종류가 영양이 부족했음을 보여주는 사례가 될 수 있다. 반면으로는 소화계 형태도 포식자의 습성을 나타내는 것으로 풀이되기도 한다. 많은 종들에게서 발견되는 바깥다리에 있는 커다란 노 모양의 원위엽과 짧은 박막 털을 가지고, 더듬이를 한 쪽으로 꽂아 두거나, 꼬리방패에서 최대 90°로 꺾을 수 있는 머리의 수직 각도 등에 대해서는,  모두들 이들이 굴을 파는 생활을 했을 것임에 동의한다.

## 화석 분포

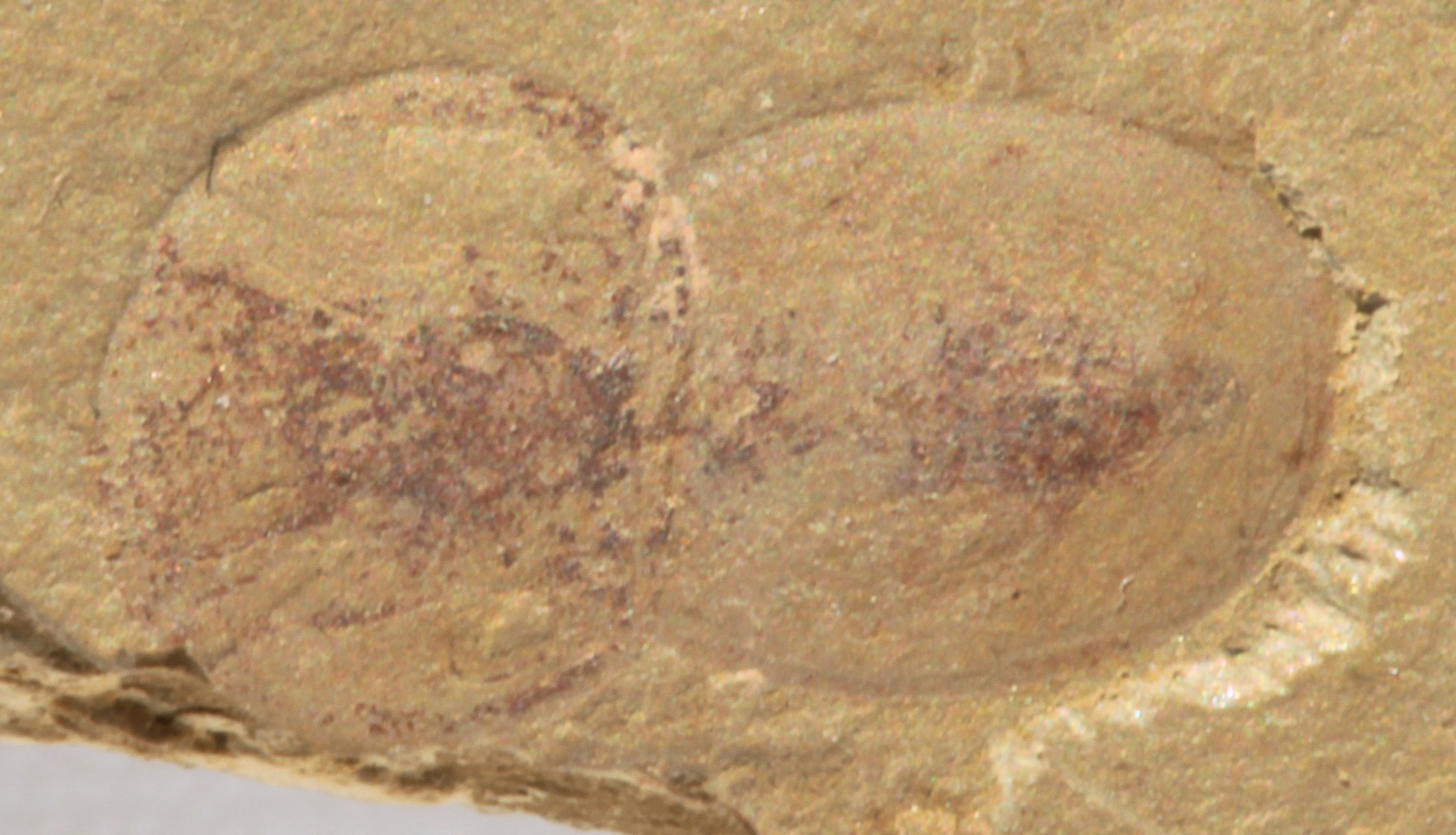
Naraoia taijiangensis

나라오이아의 생물 종들은 캐나다와 미국, 남중국, 호주에서 주로 발견되며 지질 시기로는 캄브리아기 후기(캄브리아기 제3절)에서 실루리아기 최후반(프르지돌리세. Epoch Pridoli) 사이에 걸쳐진 영역에 속하는 퇴적층에서 출토되는 중이다.

## 분류 검색표
| 1 | 꼬리방패는 축을 따라 머리보다 1½ 덜 길다; 만약 소화계가 육안에 보인다면 내장은 몸 전체 폭의 ⅛ 이상을 차지, 머리 대부분을 분지한 게실이 채우고 있다; 더듬이는 양 옆으로 꽂혀 있다.→ 2 |
| - | 꼬리방패는 머리보다 1¾배 더 길다; 만약 소화계가 육안에 보인다면 내장은 몸 전체 폭의 ⅛을 차지, 4쌍의 작게 분기한 주머니가 각각 동등하게 머리 폭의 최대 ⅓에 달하는 크기를 차지한다; 더듬이는 앞으로 꺾여있다. 두갈래다리는 25쌍이다. 몸길이는 6cm 이상이다. → Misszhouia longicaudata (Zhang & Hou 1985), jr. syn. Naraoia longicaudata |
| 2 | 꼬리방패는 다소 두드러진 가시를 가진다; 머리는 적어도 1⅓배 길며 뺨에 가시가 있다. → 3 |
| - | 꼬리방패에는 가시가 없고 꼬리방패의 끝이 둥글거나 약간 뾰족하다; 머리는 최대 1¼배 길며 뺨에 가시가 있거나 없다. → 4 |
| 3 | 커다란 가시는 꼬리방패의 가장 넓은 지점과 그 끝에서 약간 앞에 위치한다. 양쪽 다리는 17쌍 내외이다. 몸길이는 최대 4cm이다. 캐나다 브리티시컬럼비아주 스티븐 지층이 속한 캄브리아기 중기에 해당하는 버지스 셰일에서 발견된다. → Naraoia spinifer Walcott 1931                                                                           |
| - | 큰 가시는 꼬리방패의 가장 넓은 지점과 그 끝에서 약간 앞에 위치하며, 뒤쪽 경계는 약간 오목하다. 두갈래다리의 쌍은 19쌍 내외이다. 몸길이는 최대 4½ cm이다. 중국의 캄브리아기 후기에 해당하는 청쟝 생물군에서 발견된다. → Naraoia spinosa Zhang & Hou 1985                                                                               |
| 4 | 머리는 좁으며 장식이 있다;꼬리방패는 끝이 둥글다. → 5 |
| - | 앞쪽 장식은 넓고 정중앙에서 머리의 길이의 ¼에 달한다; 꼬리방패는 약간 뾰족하게 끝난다. 실루리아기 최후반(프르지돌리세)에서 캐나다 오타리오 남부의 버티 지층(Bertie Formation)에 해당하는 윌리엄스빌(Williamsville) 구성종으로 알려져 있다. → Naraoia bertiensis Caron, Rudkin & Milliken 2004                                         |
| 5 | 뺨의 각도가 둥글고 가시는 없으며, 화석이 중국 구이저우성 타이장현 거이 근처의 발랑 지층(Balang Formation)에서 발견된다. → Naraoia taijiangensis Peng, Zhao & Sun 2012 |
| - | 뺨의 각도가 뭉툭하고 가시는 있을 수 있다. 두갈래다리의 쌍이 19쌍이다. 몸 길이는 4cm이다. 버지스 셰일(캄브리아기 중기)에서 출토된다. 아이다호주와 유타주의 캄브리아기 초중반 지층에서 출토된다. 오스트레일리아의 에뮤 베이 셰일(캄브리아기 초기)에서 발견된다. → Naraoia compacta Walcott 1912, jr. syn. N. halia, N. pammon           |